# Virginia Zucchi
Pour les articles homonymes, voir Zucchi.
Virginia Zucchi, née le 10 février 1849 à Parme et morte le 9 octobre 1930 à Nice, est une danseuse classique italienne.

## Biographie
Virginia Zucchi est née le 10 février 1849 à Parme. Elle étudie avec Carlo Blasis et Lepri à Milan.
Elle commence sa carrière indépendante à Varèse en 1864 puis se distingue en 1869 dans Rolla de Luigi Manzotti et La Esmeralda de Saint-Léon. Du fils illégitime du roi Victor-Emmanuel, le comte Mirafiori, elle a une fille. En 1876 à Berlin, elle interprète La fille mal gardée de Dauberval puis en 1878 elle danse au Covent Garden de Londres. Sa notoriété internationale est assurée par sa venue à l'Eden-Théâtre de Paris en 1883. Elle est admirée dans Excelsior pour sa féminité et sa spontanéité expressive dans Sieba. En Russie, elle fait des débuts modestes en 1885 à Saint-Pétersbourg dans les jardins de Livadia. Elle connaît le succès à Krasnoïe Selo puis à Pavlovsk.  Elle interprète au théâtre impérial Bolchoï Kamenny La Fille mal gardée puis La Fille du Pharaon de Marius Petipa. Avec La Esmeralda puis dans le rôle mimé de Fenella dans La Muette de Portici, elle s'impose au théâtre Mariinsky en 1886 et en 1887. Elle est invitée en 1891 à danser par le festival de Bayreuth dans Tannhauser. D'après Constantin Stanislavsky, elle est la meilleure des actrices. Son art singulier a influencé Mathilde Kschessinska, Tamara Karsavina, Diaghilev ainsi que les Ballets russes.
Virginia Zucchi est morte le 9 octobre 1930 à Nice.